# Lispocephala zonata
Lispocephala zonata este o specie de muște din genul Lispocephala, familia Muscidae, descrisă de Hardy în anul 1981. Conform Catalogue of Life specia Lispocephala zonata nu are subspecii cunoscute.